# نيل ديكسون
نيل ديكسون (بالإنجليزية: Neil Dickson)‏ هو ممثل بريطاني، ولد في 14 مايو 1951.

## وصلات خارجية
- نيل ديكسون على موقع IMDb (الإنجليزية)
- نيل ديكسون على موقع قاعدة بيانات الفيلم (الإنجليزية)